# Syneches sublatus
Syneches sublatus är en tvåvingeart som beskrevs av Yang och Patrick Grootaert 2007. Syneches sublatus ingår i släktet Syneches och familjen puckeldansflugor. Inga underarter finns listade i Catalogue of Life.